# 2913 Horta
2913 Horta је астероид главног астероидног појаса чија средња удаљеност од Сунца износи 2,703 астрономских јединица (АЈ).
Апсолутна магнитуда астероида је 12,6.